# Rhacochelifer tenuimanus
Espèce
Rhacochelifer tenuimanus est une espèce de pseudoscorpions de la famille des Cheliferidae.

## Distribution
Cette espèce est endémique du Tchad. Elle se rencontre au Tibesti.

## Description
Le mâle holotype mesure 2,500 mm et la femelle paratype 2,500 mm.

## Publication originale
- Heurtault, 1971 : Pseudoscorpions de la région du Tibesti (Sahara méridional). 4. Cheliferidae. Bulletin du Muséum national d'histoire naturelle, Paris, vol. 42, no 4, p. 685-707 (texte intégral).